# San José (Santa María)
Pour les articles homonymes, voir San José.
San José est une localité argentine située dans la province de Catamarca et dans le département de Santa María.

## Démographie
Il forme une agglomération appelé San José, qui comprend les localités de San José Villa, San José Norte, La Loma, Casa de Piedra, Palo Seco et La Puntilla. Au total, il y a 2 845 habitants (Indec, 2001), ce qui représente une augmentation de 39,8 % par rapport aux 2 035 habitants (Indec, 1991) du recensement précédent.

## Sismologie
La sismicité de la province de Catamarca est fréquente et de faible intensité, avec une fréquence sismique moyenne à importante tous les 30 ans dans des zones aléatoires. Ses dernières expressions ont eu lieu :
- 21 mars 1892, à 1 h 45 UTC-3 : avec 6 sur l'échelle de Richter ; comme dans chaque localité sismique, même avec un court silence sismique, l'histoire des autres mouvements sismiques régionaux est oubliée ;
- 21 octobre 1966, à 12 h 39 UTC-3 : avec 5 sur l'échelle de Richter ;
- 3 novembre 1973, à 14 h 17 UTC-3 : avec 5,8 sur l'échelle de Richter : à la gravité physique du phénomène s'ajoute l'oubli de la population face à ces événements récurrents ;
- 7 septembre 2004, à 8 h 53 UTC-3 : avec une magnitude d'environ 6,5 sur l'échelle sismologique de Richter[1].

## Paroisses
| Prélature territoriale | Cafayate |
| ---------------------- | -------- |
| Paroisse               | San José |